# David Feiss
David Michael Feiss (Sacramento, California, 16 de abril de 1959) es un animador estadounidense, conocido por ser el creador de las series animadas Cow and Chicken y I Am Weasel.

## Biografía y carrera
Nació en 1959. Se unió a Hanna-Barbera alrededor de 1978, cuando todavía era un adolescente. 
Trabajó en la década de 1980 en el reavivamiento de Los Supersónicos y animó de forma muy importante la película de Los Supersónicos, co-animó episodios pilotos de Ren y Stimpy, dirigió la animación de Ren & Stimpy durante su primera temporada y creó las series animadas de televisión para Cartoon Network, Cow and Chicken y I Am Weasel. En sus shows, David dirigió cada episodio y también trabajó como escritor colaborando con Michael Ryan. También ha trabajado en el primer film animado de Sony, Open Season. 
Un dato no muy conocido sobre él es que inicialmente trabajo como científico en el campo de la biología molecular, dentro del equipo que después presentó la invención de la reacción PCR, sin embargo, no recibió ningún tipo de reconocimiento por la comunidad científica mundial.
Feiss codirigió los segmentos de animación Las aventuras de Hyperman, un juego de ordenador lanzado en 1995 por IBM.

## Filmografía

### Televisión
| Año  | Título                                     | Observaciones |
| ---- | ------------------------------------------ | ------------- |
| 1987 | The Tracey Ullman Show                     |               |
| 1988 | Katy, Kiki y Koko                          |               |
| 1990 | The Chipmunks: Rockin' Through the Decades |               |
| 1993 | The Town Santa Forgot                      |               |
| 1993 | A Flintstone Family Christmas              |               |
| 1997 | Cow and Chicken                            |               |
| 1997 | I Am Weasel                                |               |
| 2003 | Las Sombrías Aventuras de Billy y Mandy    |               |
| 2004 | Dave, el bárbaro                           |               |
| 2008 | El Tigre: The Adventures of Manny Rivera   |               |
| 2011 | Thriller Night                             |               |
| 2011 | YooHoo and Friends                         |               |

### Películas
| Año  | Título                                | Observaciones                         |
| ---- | ------------------------------------- | ------------------------------------- |
| 1981 | Heavy Metal                           | Animador del Segmento "Taarna"        |
| 1982 | Heidi's Song                          | Animador Asistente                    |
| 1987 | The Chipmunk Adventure                | Animador                              |
| 1990 | Jetsons: The Movie                    | Animación Clave                       |
| 1993 | Once Upon a Forest                    | Animador                              |
| 1997 | All Dogs Go to Heaven 2               | Artista de Storyboard                 |
| 2006 | Open Season                           | Historia Original                     |
| 2009 | Astro Boy                             | Artista de Storyboard                 |
| 2011 | Rango                                 | Artista de Storyboard                 |
| 2011 | Don Gato y su pandilla                | Artista de Storyboard                 |
| 2011 | Gift of the Night Fury                | Artista de Historia                   |
| 2013 | Despicable Me 2                       | Artista Adicional de Historia         |
| 2013 | Cloudy with a Chance of Meatballs 2   | Director                              |
| 2013 | Free Birds                            | Artista de Storyboard                 |
| 2014 | The Boxtrolls                         | Artista Adicional de Historia         |
| 2014 | Penguins of Madagascar                | Artista de Storyboard                 |
| 2015 | Minions                               | Artista Adicional de Historia         |
| 2015 | Hotel Transylvania 2                  | Artista de Historia                   |
| 2016 | Open Season: Scared Silly             | Director de la película               |
| 2017 | Emoji: la película                    | Artista de Storyboard (No acreditado) |
| 2018 | Hotel Transylvania 3: Summer Vacation | Artista de Storyboard                 |
| 2018 | El Grinch                             | Artista de Storyboard Adicional       |
| 2019 | UglyDolls: Extraordinariamente feos   | Artista de Storyboard                 |
| 2019 | The Secret Life of Pets 2             | Artista de Storyboard                 |
| 2020 | Los hermanos Willoughbys              | Artista de Storyboard                 |